# Philipp I. (Falkenstein)
Philipp I. von Falkenstein (* um 1200; † nach dem 4. Oktober 1271) war ein Adliger des Hauses Falkenstein.

## Familie
Philipp I. von Falkenstein war ein Sohn von Werner III. von Bolanden und dessen Ehefrau Agnes von Isenburg-Braunsberg.
Aus seiner Ehe mit Isengard von Münzenberg (* unbekannt; † nach 1270) gingen folgende Kinder hervor:
- Guda von Falkenstein (* unbekannt, jedoch offenbar vor 1237 und vor der Geburt von Werner I. von Falkenstein[4]; † 4. Februar 1290)[5]; ⚭ Konrad II. von Bickenbach (1245–1270)
- Adelheid von Falkenstein (* unbekannt, jedoch offenbar vor 1237 und vor der Geburt von  Werner I. von Falkenstein[4]; † nach 1237)[5]
- Werner I. von Falkenstein, Herr zu Münzenberg & Falkenstein (* unbekannt, vermutlich nach 1237[4]; † zwischen dem 25. Mai 1298 und dem 22. September 1300)[2]
- Philipp II. von Falkenstein, Herr zu Münzenberg (* unbekannt; † zwischen dem 29. Juni 1293 und dem 13. Dezember 1293)[2]
- Luckard von Falkenstein (* unbekannt; † nach dem 1. Februar 1302)[5]

## Leben
Bis ca. 1233 trat er als Philipp IV. von Bolanden in Erscheinung, denn die Herren von Falkenstein waren eigentlich eine Seitenlinie der Herren von Bolanden. Der ungefähr seit 1220 genutzte Name Falkenstein stammt von seiner Burg Falkenstein am Donnersberg.
Er war von 1246 bis 1253 Reichstruchseß, wurde 1257 im Jahr mit dem Reichskämmereramt beliehen und wurde beauftragt, die Reichskleinodien auf Burg Trifels zu schützen und zu verwalten.
Da ihm 1255/1258 durch seine Frau ein Sechstel des Münzenberger Erbes zufiel, darunter auch die Herrschaft Königstein, Assenheim und der Forst Dreieich, verlagerte die Familie ihren Lebensmittelpunkt nach Hessen. Er beerbte  das Ministerialengeschlecht Münzenberg und damit die Landvogtei über die Wetterau und die Reichsvogtei im Dreieichforst.
Nach seinem Tod erfolgte im Jahr 1271 erfolgte die 1. Falkensteiner Teilung: Werner I. von Falkenstein war der Begründer des Licher Linie, sein Bruder Philipp II. war der erste Herrscher der Butzbacher Linie. Durch Tausche und Käufe erreichten die Herren von Falkenstein am Ende des 13. Jahrhunderts – unter der Regentschaft von Werner I. – einen Besitzanteil von fünf Sechsteln an der Herrschaft von Münzenberg. Bereits 1295 – nach einer weiteren Teilung der Münzenberger Erbschaft – nahm Werner I. seinen Sitz abseits der Münzenburg im nahegelegenen Lich.